# Liste des hauts-commissaires d'Espagne au Maroc
La liste des hauts-commissaires d'Espagne au Maroc comprend les noms des chefs de l'administration du protectorat espagnol du Maroc.
| Titulaire                      | Portrait | Début du mandat   | Fin du mandat     | Contexte historique                                                                   |
| ------------------------------ | -------- | ----------------- | ----------------- | ------------------------------------------------------------------------------------- |
| Felipe Alfau Mendoza           |          | 5 avril 1913      | 17 août 1913      | Création de la charge.                                                                |
| José Marina Vega               |          | 17 août 1913      | 10 juillet 1915   | Première Guerre mondiale.                                                             |
| Francisco Gómez Jordana        |          | 10 juillet 1915   | 18 novembre 1918  | Première Guerre mondiale.                                                             |
| Dámaso Berenguer               |          | 26 janvier 1919   | 14 juillet 1922   | Désastre d'Anoual (1921).                                                             |
| Ricardo Burguete y Lana        |          | 16 juillet 1922   | 3 janvier 1923    |                                                                                       |
| Miguel Villanueva y Gómez      |          | 3 janvier 1923    | 18 février 1923   |                                                                                       |
| Luis Silvela Casado            |          | 18 février 1923   | 16 septembre 1923 | Coup d'État de Miguel Primo de Rivera.                                                |
| Luis Aizpuru y Mondéjar        |          | 16 septembre 1923 | 17 octobre 1924   |                                                                                       |
| Miguel Primo de Rivera         |          | 17 octobre 1924   | 3 novembre 1925   | Débarquement d'Al Hoceima.                                                            |
| José Sanjurjo                  |          | 3 novembre 1925   | 4 novembre 1928   | Fin de la Guerre du Rif.                                                              |
| Francisco Gómez-Jordana Sousa  |          | 4 novembre 1928   | 23 avril 1931     | - Dictature de Dámaso Berenguer - Proclamation de la Deuxième République espagnole.   |
| José Sanjurjo                  |          | 23 avril 1931     | 6 juin 1931       |                                                                                       |
| Luciano López Ferrer           |          | 10 juin 1931      | 23 janvier 1933   |                                                                                       |
| Juan Moles Ormella             |          | 23 janvier 1933   | 23 janvier 1934   |                                                                                       |
| Agustín Gómez Morato (Interim) |          | 23 janvier 1934   | 24 janvier 1934   |                                                                                       |
| Manuel Rico Avello             |          | 24 janvier 1934   | 6 janvier 1936    |                                                                                       |
| Juan Moles Ormella             |          | 4 mars 1936       | 13 mai 1936       | - Gouvernement du Front populaire.                                                    |
| Arturo Álvarez-Buylla Godino   |          | 13 mai 1936       | 18 juillet 1936   | Soulèvement militaire du 17 juillet 1936 à Melilla.                                   |
| Eduardo Sáenz de Buruaga       |          | 18 juillet 1936   | 2 octobre 1936    | Victoire des nationalistes en Afrique du Nord et début de la guerre civile espagnole. |
| Luis Orgaz Yoldi               |          | 2 octobre 1936    | 16 mars 1937      |                                                                                       |
| Juan Beigbeder Atienza         |          | 16 avril 1937     | 12 août 1939      | Victoire des nationalistes en Espagne.                                                |
| Carlos Asensio Cabanillas      |          | 12 août 1939      | 12 mai 1941       | Seconde Guerre mondiale et occupation de la Zone internationale de Tanger.            |
| Luis Orgaz Yoldi               |          | 12 mai 1941       | 6 mars 1945       | Débarquement allié en Afrique du Nord.                                                |
| José Enrique Varela            |          | 6 mars 1945       | 24 mars 1951      |                                                                                       |
| Rafael García Valiño           |          | 31 mars 1951      | 6 août 1956       | Indépendance du Maroc.                                                                |